# Polyánfalu
Polyánfalu (1899-ig Polyanócz, szlovákul: Poľanovce, németül: Polanowitz) község Szlovákiában, az Eperjesi kerület Lőcsei járásában.

## Fekvése
Szepesváraljától 8 km-re keletre, a Branyiszkó-hágó nyugati oldalán fekszik.

## Története
A települést 1270-ben „Polank” néven említik először, amikor V. István király Fiók fia Urosnak adja. 1321-ben „Babarete” a neve, 1352-ben „Polyank alebo n. Babarethy”, 1429-ben „Polanka alebo n. Babarethe” alakban szerepel. Több nemesi család birtoka volt, majd a 18. századtól a Jancsó és az Almásy családé valamint másoké. 1787-ben 36 házában 305 lakos élt.
A 18. század végén Vályi András így ír róla: „POLYANÓCZ. Tót falu Szepes Vármegyében, vagynak minden javai, mellyek az első osztályt illetik.”
1828-ban 55 háza és 397 lakosa volt. Lakói mezőgazdasággal, fuvarozással, szénégetéssel foglalkoztak.
Fényes Elek 1851-ben kiadott geográfiai szótárában így ír a faluról: „Polyanócz, tót falu, Szepes vgyében, Korotnokhoz 1/2 órányira: 875 kath. lak. Kath. paroch. templom. F. u. a Jancsó és Balka nemzetség. Ut. post. Lőcse.”
A trianoni diktátum előtt Szepes vármegye Szepesváraljai járásához tartozott.

## Népessége
| Év:            | 1994. | 2004.    | 2014.   | 2024.   |
| -------------- | ----- | -------- | ------- | ------- |
| Emberek száma: | 307   | 175      | 172     | 160     |
| Eltérés:       |       | -42,99 % | -1,71 % | -6,97 % |

| Év:            | 2023. | 2024. |
| -------------- | ----- | ----- |
| Emberek száma: | 160   | 160   |
| Eltérés:       |       | +0 %  |

1910-ben 212, túlnyomórészt szlovák lakosa volt.
2001-ben 191 szlovák lakosa volt.
2011-ben 182 lakosából 176 szlovák.

## Nevezetességei
A Nagyboldogasszony tiszteletére szentelt római katolikus temploma gótikus alapokon épült a 17. század végén. 1765-ben újjáépítették. Szószéke a 18. század közepén készült rokokó stílusban.